# Jan Piskáček
Jan Piskáček (* 11. září 1989, Kladno, Československo) je český profesionální hokejový obránce. Momentálně působí v klubu Rytíři Kladno, která hraje českou nejvyšší soutěž.

## Kariéra
K hokeji ho ve čtyřech letech přivedl jeho otec, se kterým chodil bruslit. V mládí hokejově vyrůstal na Kladně a v okolních vesničkách. A právě na Kladně působil i v dorosteneckých a juniorských týmech. V roce 2007 byl v draftu CHL vybrán v 1. kole na celkovém 51. místě týmem Cape Breton Screaming Eagles působícím v QMJHL. V první sezoně 2007-08 odehrál celkem 54 zápasů, v nichž posbíral 17 kanadských bodů. V následující sezoně se jeho porce zápasů ještě zvýšila na celkových 73 a bodově to byla přímo paráda - zaznamenal jich 46! Ve třetí sezoně v Kanadě se ale jeho porce zápasů snížila. Před sezonou 2010-11 odešel po třech letech ze zámoří a vrátil se zpět do Čech, konkrétně do rodného Kladna. Za Kladno hrál extraligu a poprvé tak okusil i seniorský hokej. Současně také působil na střídavém hostování v HC Berounští Medvědi, kde sbíral zkušenosti. Následující dvě sezony 2011-12 a 2012-13 odehrál opět celé za extraligové Kladno. A v té poslední si zahrál i po boku hvězd z NHL, kde probíhala výluka. Na příští sezonu 2013-14 přestoupil do pražské Sparty, ve které probíhala velká obměna kádru. Vyměnil tak jisté místo v sestavě za velký boj o sestavu. Sezonu 2014-15 strávil celou ve Spartě a stal se důležitým článkem její obrany. V základní části odehrál 47 utkání a s bilancí +16 ve statistice +/- se umístil na 4. místě mezi obránci celé ligy. V play-off odehrál všechny zápasy, ale se Spartou vypadl již v semifinále.

## Reprezentace
Za mládežnické reprezentace České republiky nastupoval v kategoriích - U18 a U20. S týmem do dvaceti let si zahrál i na dvou mistrovských šampionátech. V roce 2008 kdy se šampionát konal v České republice - MSJ 2008 a 2009 - MSJ 2009. Premiéru za seniorskou reprezentaci si odbyl v sezoně 2013-14 v rámci Euro Hockey Tour. Bylo to 7.11. 2013 na turnaji Karjala Cup při utkání proti Švédsku. Češi prohráli vysoko 0:6 a pro Piskáčka to tak nebyl příliš vydařený debut. Celkem za českou reprezentaci nastoupil ke třem utkáním, ale nepřipsal si ani bod.

## Prvenství
- Debut v ČHL – 19. září 2010 (HC Sparta Praha proti HC Vagnerplast Kladno)
- První gól v ČHL – 21. září 2010 (HC Vagnerplast Kladno proti PSG Zlín, českému brankáři Jakubu Sedláčekovi)
- První asistence v ČHL – 7. prosince 2010 (HC Vagnerplast Kladno proti PSG Zlín)

## Hráčská kariéra
- 2003-04 HC Rabat Kladno - dor. (E)
- 2004-05 HC Rabat Kladno - dor. (E)
- 2005-06 HC Rabat Kladno - dor. (E)
- 2006-07 HC Rabat Kladno - jun. (E)
- 2007-08 Cape Breton Screaming Eagles (QMJHL)
- 2008-09 Cape Breton Screaming Eagles (QMJHL)
- 2009-10 Cape Breton Screaming Eagles (QMJHL)
- 2010-2011 Rytíři Kladno (E), HC Medvědi Beroun 1933 (1. liga)
- 2011-2012 Rytíři Kladno (E)
- 2012-2013 Rytíři Kladno (E)
- 2013-2014 HC Sparta Praha (E), HC Stadion Litoměřice (1. liga)
- 2014-2015 HC Sparta Praha (E)
- 2015-2016 HC Sparta Praha (E), HC Benátky nad Jizerou (1. liga)
- 2016-2017 HC Sparta Praha (E)
- 2017-2018 HC Sparta Praha (E)
- 2018-2019 HC Sparta Praha (E)
- 2019-2020 HC Sparta Praha (E)
- 2020-2021 HC Sparta Praha (E)
- 2021-2022 Madeta Motor České Budějovice (E)
- 2022-2023 HC Škoda Plzeň (E)
- 2023-2024 HC Škoda Plzeň (E)
- 2024-2025 HC Škoda Plzeň (E)
- 2024-2025 Rytíři Kladno (E)

## Reprezentace
| Rok                       | Tým                       | Soutěž                    | Z  | G | A | B | TM |
| ------------------------- | ------------------------- | ------------------------- | -- | - | - | - | -- |
| 2008                      | Česko 20                  | MSJ                       | 5  | 0 | 2 | 2 | 2  |
| 2009                      | Česko 20                  | MSJ                       | 6  | 0 | 1 | 1 | 4  |
| Juniorská kariéra celkově | Juniorská kariéra celkově | Juniorská kariéra celkově | 11 | 0 | 3 | 3 | 6  |